# Володин, Павел Михайлович
Павел Михайлович Володин — советский хозяйственный, государственный и политический деятель.

## Биография
Родился в 1914 году. Член КПСС.
В 1959 — главный инженер моторовагонного депо Северной железной дороги
В 1963—1966 — второй секретарь Куйбышевского райкома КПСС города Москвы.
В 1966—1968 — секретарь производственно-отраслевого парткома предприятий железнодорожного, автомобильного и водного транспорта города Москвы.
В 1968—1983 — первый секретарь Куйбышевского районного комитета КПСС города Москвы.
В 1983—1990 — заместитель председателя Совета ветеранов города Москвы.
Делегат XXIII, XXIV, XXV и XXVI съездов КПСС.
Умер в Москве после 1990 года.

## Награды
- Орден Трудового Красного Знамени (04.08.1966)
- Орден Дружбы народов (14.11.1980)